# 别洛焦尔斯克区
别洛焦尔斯克区（俄语：Белозерский район）是俄罗斯联邦沃洛格达州下辖的一个区，其行政中心为别洛焦尔斯克。据2016年统计，该区的人口为15424人。